# ستوونژن
ستوونژن (به لهستانی:  Stołężyn) یک روستا در لهستان است که در گمینا واپنو واقع شده‌است. ستوونژن ۵۹۰ نفر جمعیت دارد.